# Buch (Gremsdorf)
Buch ([buːx] ) ist ein Gemeindeteil der Gemeinde Gremsdorf im Landkreis Erlangen-Höchstadt (Mittelfranken, Bayern). Die Gemarkung Buch hat eine Fläche von 4,037 km². Sie ist in 595 Flurstücke aufgeteilt, die eine durchschnittliche Flurstücksfläche von 6784,70 m² haben.

## Geografie
Das Dorf ist von Acker- und Grünland und Seenplatten umgeben. Im Nordwesten liegen die Bucher Weiher, im Westen die Bucher-Weg-Weiher, im Norden der Neuhauser Teich und der Bucher Wald und im Osten die Kirchleitenteiche. Die Staatsstraße 2240 verläuft nach Gremsdorf zur Bundesstraße 470 (2,2 km nordwestlich) bzw. nach Klebheim (3,7 km südöstlich). Eine Gemeindeverbindungsstraße verläuft nach Poppenwind (1,8 km südwestlich) bzw. nach Neuhaus zur Kreisstraße ERH 16 (1,5 km nordöstlich). Eine weitere Gemeindeverbindungsstraße verläuft nach Krausenbechhofen (1,3 km westlich).

## Geschichte
Buch entstand vermutlich im Zuge der Würzburger Kolonisation, die im 10. Jahrhundert in dieser Gegend erfolgte, und war wohl Bestandteil einer Schenkung des Kaisers Heinrich II. an das Kloster Michelsberg. 1217 wurde der Ort als „Buche“ erstmals urkundlich erwähnt. Das Kloster verlieh den Herren von Aisch ein Lehen, zu dem auch Buch gehörte. 1303 wurde den Ministerialen von Nainsdorf als Nachkommen derer von Aisch das Lehen aufgetragen. Mitte des 15. Jahrhunderts bis 1612 waren die Herren von Seckendorff Lehensträger, in Erbfolge dann die Herren von Eyb, die es schließlich 1723 an Wolfgang Christoph Winkler von Mohrenfels verkauften.
Gegen Ende des 18. Jahrhunderts gab es in Buch 35 Anwesen. Das Hochgericht übte das bambergische Centamt Höchstadt aus. Im Schlossbereich hatte das Rittergut Buch Einfangrecht mit Auslieferung an das Centamt. Die Dorf- und Gemeindeherrschaft hatte das Rittergut Buch. Grundherren waren das Rittergut Buch (2 Wirtschaftsgüter, 20 Güter, 10 Tropfhäuser, 1 Judenschule) und das bambergische Klosteramt Gremsdorf (3 Sölden).
1802 kamen die bambergischen Güter von Buch an Bayern, 1806 auch die des Rittergutes. Im Rahmen des Gemeindeedikts wurde der Ort dem 1808 gebildeten Steuerdistrikt Gremsdorf zugeordnet. Mit dem Zweiten Gemeindeedikt (1818) entstand die Ruralgemeinde Buch. Sie war in Verwaltung und Gerichtsbarkeit dem Landgericht Höchstadt zugeordnet und in der Finanzverwaltung dem Rentamt Höchstadt. In der freiwilligen Gerichtsbarkeit und Ortspolizei unterstand der gesamte Ort bis 1848 dem Patrimonialgericht Buch. Ab 1862 gehörte Buch zum Bezirksamt Höchstadt an der Aisch (1939 in Landkreis Höchstadt an der Aisch umbenannt) und weiterhin zum Rentamt Höchstadt (1919 in Finanzamt Höchstadt umbenannt, 1929–1972: Finanzamt Forchheim, seit 1972: Finanzamt Erlangen). Die Gerichtsbarkeit blieb beim Landgericht Höchstadt (1879 in das Amtsgericht Höchstadt umgewandelt), von 1959 bis 1972 war das Amtsgericht Forchheim zuständig, seitdem ist es das Amtsgericht Erlangen. Die Gemeinde hatte eine Gebietsfläche von 4,030 km².
Am 1. Juli 1972 wurde Buch im Zuge der Gebietsreform in Bayern nach Gremsdorf eingegliedert.

### Baudenkmal
- Haus Nr. 07: Verputzter Satteldachbau
- Haus Nr. 08: Scheune
- Haus Nr. 13: Backofen
- Haus Nr. 18: Schäferei
- Haus Nr. 31: Wohnhaus
- Haus Nr. 37: Verputzter Satteldachbau
- Haus Nr. 44: Ehemalige Schafscheune
- katholische Kapelle St. Marien

### Einwohnerentwicklung
| Jahr      | 1819   | 1840   | 1852   | 1855   | 1861   | 1867   | 1871   | 1875   | 1880   | 1885   | 1890   | 1895   | 1900   | 1905   | 1910   | 1919   | 1925   | 1933   | 1939   | 1946   | 1950   | 1952   | 1961  | 1970   | 1987   | 2021  |
| Einwohner | 210    | 277    | 282    | 274    | 249    | 258    | 248    | 251    | 262    | 257    | 241    | 225    | 213    | 216    | 229    | 226    | 228    | 202    | 189    | 311    | 272    | 248    | 207   | 214    | 151    | 448   |
| Häuser    |        |        |        |        |        |        | 41     |        |        | 44     | 44     |        | 42     |        |        |        | 40     |        |        |        | 39     |        | 46    |        | 42     |       |
| Quelle    | [ 12 ] | [ 13 ] | [ 13 ] | [ 13 ] | [ 14 ] | [ 15 ] | [ 16 ] | [ 17 ] | [ 18 ] | [ 19 ] | [ 20 ] | [ 13 ] | [ 21 ] | [ 13 ] | [ 22 ] | [ 13 ] | [ 23 ] | [ 13 ] | [ 13 ] | [ 13 ] | [ 24 ] | [ 13 ] | [ 9 ] | [ 25 ] | [ 26 ] | [ 2 ] |

## Religion
Der Ort ist römisch-katholisch geprägt und war ursprünglich nach St. Jakobus der Ältere (Etzelskirchen) gepfarrt, seit dem 19. Jahrhundert ist die Pfarrei St. Ägidius (Gremsdorf) zuständig. Die Einwohner evangelisch-lutherischer Konfession sind nach St. Matthäus (Neuhaus, Adelsdorf) gepfarrt.